# Bowen-Verhältnis
Das in der Meteorologie gebräuchliche Bowen-Verhältnis (auch Bowenratio; nach Ira S. Bowen) ist das Verhältnis von fühlbarer Wärme F zu latenter Wärme L:
{\displaystyle \beta ={\dfrac {F}{L}}}
In der Thermodynamik lauten die entsprechenden Fachbegriffe thermische Energie (statt "fühlbare Wärme") und Umwandlungsenthalpie (statt "latente Wärme").
In innerstädtischen Gegenden kann das Bowen-Verhältnis den Wert 2:1 annehmen, da hier aufgrund des hohen Anteils an versiegelten Flächen oft ein Mangel an Wasser besteht. Ein großer Teil der Energie wird also in thermische Energie umgesetzt.
In ländlichen Gegenden, wo es an verdunstungsfähigem Wasser meist nicht mangelt, beträgt das Bowen-Verhältnis ungefähr 1:2.